# Даунтемпо
Даунте́мпо (англ. downtempo — заниженный темп) или даунби́т (downbeat) — стиль в современной электронной музыке. Музыка характеризуется медленным темпом и чаще всего ломанным ритмом. «Ломанность» ритма достигается за счёт смещения сильных долей такта на слабые (синкопирование) или же за счёт одновременного сочетания двух и более независимых ритмов (полиритмия). Близок к трип-хопу, но отличается от него менее давящей и депрессивной музыкальной атмосферой, по звучанию также схож с эмбиентом, однако, в отличие от последнего, имеет выраженную ритмическую структуру, зачастую состоящую из петель (лупов), обладающих «гипнотическим» эффектом.

## История развития
В 1990 году возникла и стала популярной музыка, характеризующаяся пониженным темпом, имевшая распространение в так называемых чил-аут комнатах — зонах для отдыха в клубах с танцевальной тематикой. Музыка даунтемпо зародилась на Ивисе, где диджеям и организаторам мероприятий пришла мысль замедлять темп низкочастотной составляющей электронной танцевальной музыки с приближением восхода солнца. В конце 1980-х годов в Бристоле зародился музыкальный стиль трип-хоп, сочетающий в себе низкочастотные элементы хип-хопа, драм-секции драм-н-бейса и эмбиентную атмосферу и характеризующийся пониженным темпом. В конце 1990-х даунтемпо окончательно определился как самостоятельный стиль, особенностью которого стал более мелодичный звук, созданный при помощи электронных инструментов и синтезированных звуков.
В конце 1990-х годов австрийский дуэт Kruder & Dorfmeister популяризовал стиль, создавая ремиксы поп, хип-хоп и драм-н-бейс песен под влиянием соул-джаза 70-х годов. Британцы Стив Кобби и Дейв Макшерри, выступающие под сценическим псевдонимом Fila Brazillia, выпустили значительное количество альбомов в стиле даунтемпо, электроника и техно-эмбиент, тем самым, обеспечив стилю дальнейшее развитие. В то же время американский дуэт Thievery Corporation представил собственное видение музыки бразильского композитора, аранжировщика и исполнителя Антонио Карлоса Жобима, обогатив стиль сочетанием элементов ямайского даба и регги.